# 维克托·阿马亚
维克托·阿马亚（英語：Victor Amaya，1954年7月2日—），生于科罗拉多州丹佛，美国男子网球运动员。他曾在1980年法国网球公开赛上搭档汉克·菲斯特获得男子双打冠军。